# Pericoma metatarsalis
Pericoma metatarsalis är en tvåvingeart som beskrevs av Enrico Adelelmo Brunetti 1911. Pericoma metatarsalis ingår i släktet Pericoma och familjen fjärilsmyggor. Inga underarter finns listade i Catalogue of Life.